# Чемодан (пьеса)
«Чемодан» (лат. Vidularia) — комедия-паллиата римского драматурга Тита Макция Плавта, от которой сохранился только фрагмент, обнаруженный исследователем Штудемундом. Греческим оригиналом в этом случае могла послужить одна из пьес Менандра.
С точки зрения сюжета «Чемодан» очень схож с другой комедией Плавта, «Канат». Важную роль в действии играет сундук, извлечённый из моря после кораблекрушения.